# Thailändische Badmintonmeisterschaft 1961
Die Thailändische Badmintonmeisterschaft 1961 fand in Bangkok statt. Es war die zehnte Austragung der nationalen Meisterschaften von Thailand im Badminton.

## Titelträger
| Disziplin    | Sieger                                          |
| ------------ | ----------------------------------------------- |
| Herreneinzel | Channarong Ratanaseangsuang                     |
| Dameneinzel  | Prathin Pattabongse                             |
| Herrendoppel | Chavalert Chumkum Chuchart Vatanatham           |
| Damendoppel  | Sumol Chanklum Pankae Phongarn                  |
| Mixed        | Channarong Ratanaseangsuang Prathin Pattabongse |